# Courvoisier (Cognac)

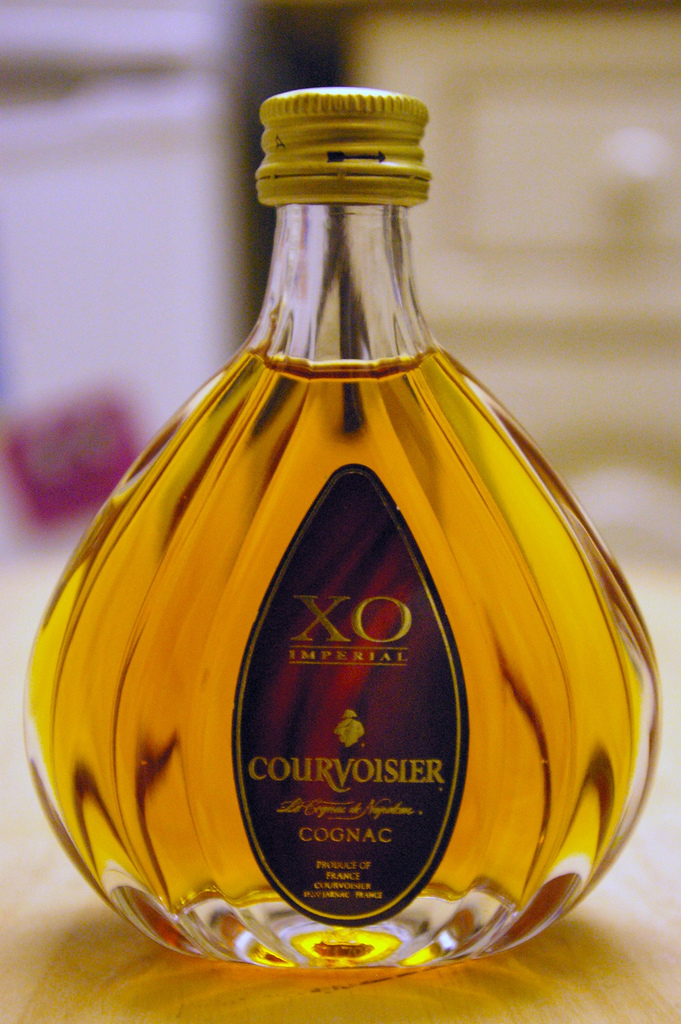
Kleinere Flasche von Courvoisier XO Imperial

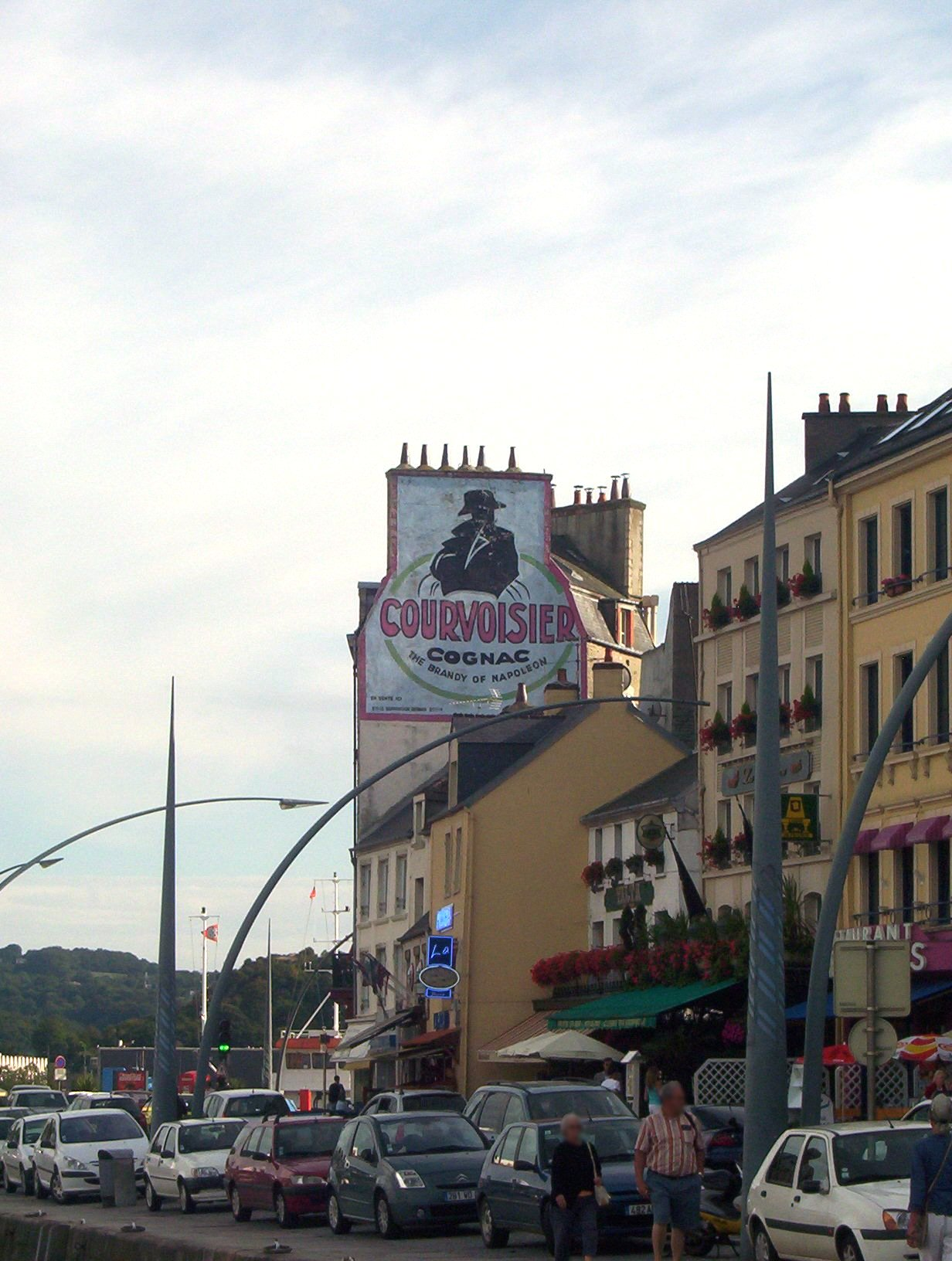
Alte Werbetafel für Courvoisier, Cherbourg.

Die Courvoisier S.A.S. ist eine französische Cognacbrennerei in Jarnac im Département Charente, die dort seit 1828 ansässig und ursprünglich aus dem 1809 in Bercy bei Paris von Emmanuel Courvoisier und Louis Gallois gegründeten Wein- und Spirituosengeschäft hervorgegangen ist. Die Brennerei befindet sich heute im Besitz der Davide-Campari-Milano-Gruppe.

## Geschichte
Emmanuel Courvoisier und Louis Gallois, der Bürgermeister von Bercy, eröffneten 1809 am Nordufer der Seine vor den Toren von Paris ein Wein- und Spirituosengeschäft. Das Haus erarbeitete sich offenbar einen guten Ruf und wurde laut eigenen Angaben 1811 von Napoleon persönlich durch einen Besuch der Lagerhäuser geehrt. Felix Courvoisier und Jules Gallois, die Nachfolger der Gründer, beschlossen einen neuen Weg einzuschlagen und verlegten den Sitz ihres Unternehmens von Paris nach Jarnac in der Region Cognac. Als Felix Courvoisier 1866 ohne männliche Erben starb, setzte er zur Führung des Unternehmens seine beiden Neffen ein. Es gelang ihnen, gute Handelsbeziehungen zu England aufzubauen. Aufgrund zunehmender Bekanntheit wurde Courvoisier Cognac an den königlichen Tafeln von Dänemark, England und Schweden gereicht und das Unternehmen erhielt 1869 den damals begehrten Titel des „Fournisseur de la Cour Impériale“, des offiziellen kaiserlichen Hoflieferanten von Napoleon III. 1909 wurde die Führung des Unternehmens von der englischen Familie Simon übernommen. Sie hatte sich seit Generationen im englischen Wein- und Spirituosenhandel betätigt. Alfred Simon, der Agent Courvoisiers in Großbritannien, kaufte das Unternehmen. 1912 zog George Simon nach Jarnac, wo er schnell zum Assistenten des Direktors und 1923 schließlich zum Geschäftsführer aufstieg. Der Zweite Weltkrieg zwang George Simon im Jahr 1940 dazu, Frankreich zu verlassen und nach England zurückzukehren. Von dort führte er weiterhin die Geschäfte, doch bat er seine Freunde George Hubert und Christian Braastad, während seiner erzwungenen Abwesenheit das Unternehmen zu betreuen. Als das Château auf dem Höhepunkt des Krieges von der deutschen Armee als Kasino benutzt wurde, „verkaufte“ er das Unternehmen an seine französischen Freunde um zu verhindern, dass es in deutsche Hände fiel. Das Versprechen, es nach dem Krieg zurückzugeben, lösten diese 1945 getreu ein. Courvoisier ist zudem bis heute der einzige Cognac-Produzent, der mit der Auszeichnung „Prestige de la France“ prämiert wurde, der höchsten Anerkennung für herausragende Qualität in Frankreich. Übergeben wurde die Auszeichnung 1983 von Jacques Chirac, dem damaligen Bürgermeister von Paris und späteren Staatspräsidenten Frankreichs. Die Brennerei gehörte lange zu Allied Domecq. Als Allied Domecq von Pernod Ricard übernommen wurde, wurde Courvoisier an den Beam-Suntory-Konzerns verkauft. Im April 2024 fand ein weiterer Besitzerwechsel statt, Eigentümer ist seither Davide Campari-Milano.

## Produkte der Marke Courvoisier
In nach Preis und Qualität aufsteigender Reihenfolge
- Courvoisier VS
- Courvoisier VSOP Fine Champagne
- Courvoisier VSOP Exclusif
- Courvoisier Napoleon Fine Champagne
- Courvoisier XO Imperial
- Courvoisier Initiale Extra
- Courvoisier Succession JS
- L'Esprit de Courvoisier (zum Teil aus bis zu 200 Jahre alten Cognac-Sorten zusammengestellt)